# Stadionul Zimbru
Stadionul Zimbru este un stadion de fotbal din Chișinău, Republica Moldova, cu o capacitate de 10,104 de spectatori. Arena corespunde tuturor normelor impuse de UEFA și FIFA pentru meciuri naționale si internaționale

## Arhitectură

Planul stadionului Zimbru

Construcția stadionului a durat 27 de luni și a costat aproape 11 milioane de dolari. Astfel in prezent stadionul se afla in arendă la echipa naționala a Moldovei.

## Inaugurare

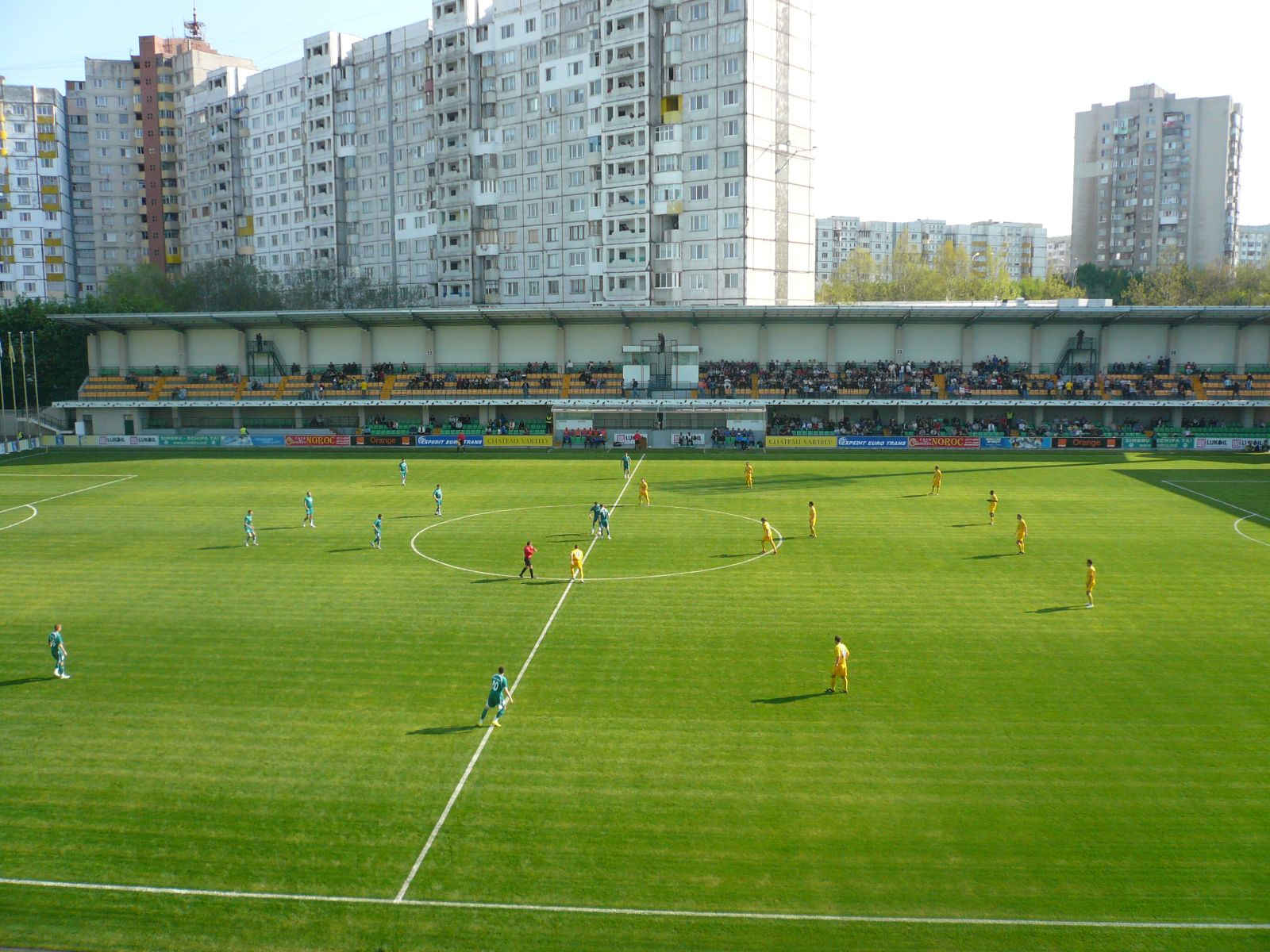
Un meci Zimbru - Dacia, din primăvara anului 2010, pe stadionul Zimbru. „Zimbrii” sunt în verde

A fost inaugurat pe 20 mai 2006, într-un meci între Zimbru Chișinău și Krîlia Sovetov Samara (din Rusia), încheiat cu scorul de 1-1 (min. 42 Alexei Medvedev 0-1, min.75 Florin Nofitovici 1-1).